# Чикшино (сельское поселение)
Чикшино — административно-территориальная единица (административная территория посёлок сельского типа с подчинённой ему территорией) и муниципальное образование (сельское поселение с полным официальным наименованием муниципальное образование сельского поселения «Чикшино») в составе муниципального района Печора Республики Коми Российской Федерации.
Административный центр — посёлок Чикшино.

## История
Статус и границы административной территории установлены Законом Республики Коми от 6 марта 2006 года № 13-РЗ «Об административно-территориальном устройстве Республики Коми».
Статус и границы сельского поселения установлены Законом Республики Коми от 5 марта 2005 года № 11-РЗ «О территориальной организации местного самоуправления в Республике Коми».

## Население
| 2010 | 2011 | 2012 | 2013 | 2014 | 2015 | 2016 |
| ---- | ---- | ---- | ---- | ---- | ---- | ---- |
| 388  | ↗876 | ↘392 | ↘388 | ↗733 | ↘598 | ↘517 |
| 2017 | 2018 | 2019 | 2020 | 2021 |      |      |
| ↘484 | ↘440 | ↘380 | →380 | ↘331 |      |      |

## Состав
Состав административной территории и сельского поселения:
| № | Населённый пункт | Тип населённого пункта          | Население (2010) |
| - | ---------------- | ------------------------------- | ---------------- |
| 1 | Чикшино          | посёлок, административный центр | 532              |
| 2 | Берёзовка        | посёлок                         | ↘352             |